# Nissim ben Jacob
Nissim ben Jacob (990-1062) también conocido como Nissim Gaon o Rabeinu Nissim (en hebreo: רבנו נסים), fue un rabino mejor conocido hoy por su comentario talmúdico llamado Ha-Mafteach.

## Biografía
El Rabino Nissim estudió en la Yeshivá de Cairuán, inicialmente junto a su padre, Jacob ben Nissim, (el Rabino Yaakov Gaon), el cual había estudiado bajo el Rabino Jai Gaon, y después bajo el Rabino Chushiel, el cual le sucedió como jefe de la yeshivá. Nissim a su vez se convirtió en el nuevo jefe de la yeshivá, y estuvo asociado próximamente con Chananel ben Chushiel. Su estudiante más famoso es posiblemente el Rabino Isaac Alfasi (el Rif). El Rabino Nissim mantuvo una activa correspondencia con el Rabino Jai Gaon, y con el judío Shmuel HaNaggid, cuyo hijo Joseph se casó con la única hija del Rabino Nissim, en 1049.

## Obras literarias
- Séfer Mafteach: un comentario del Talmud. En el libro Nissim identifica las fuentes de la Mishná y la literatura rabínica. El autor menciona la Tosefta, los Midrashim, Mekhilta, Sifré, Sifrá, y el Talmud de Jerusalén, las explicaciones del cual prefiere el autor en lugar del Talmud de Babilonia. Nissim no se limita a citar sus referencias, también discute las referencias en relación con el texto, su trabajo es también un comentario. La obra fue escrita y dividida en varios tratados, y fue imprimida en muchas ediciones. Nissim también escribió otras obras, algunas de ellas se han perdido, pero han sido mencionadas por sabios posteriores.

- Sidur Tefilá, un Sidur, (libro de rezos).
- Séfer ha-Mitzvot un libro sobre los mandamientos (ahora perdido).
- Hilkhot Lulav una obra polémica contra los judíos caraítas (ahora perdida).
- Meguilat Setarim: una colección de notas relativas a decisiones legales, explicaciones y midrashim, principalmente un libro de anotaciones para uso privado del autor, fue publicado por sus alumnos, posiblemente después de su defunción.
- Séfer Maasiot: una colección de cuentos formada por 60 leyendas, basadas en los Midrashim, la Baraita, y los dos Talmuds.